# Trident Cars
(Mike Lawrence, 1991)
La Trident Cars è una casa automobilistica britannica fondata a Woodbridge nel 1965 da W. J. Last. Dopo aver cessato le proprie attività nel 1978, è stata rifondata nel 1999 a Fakenham, nel Norfolk.

## Storia

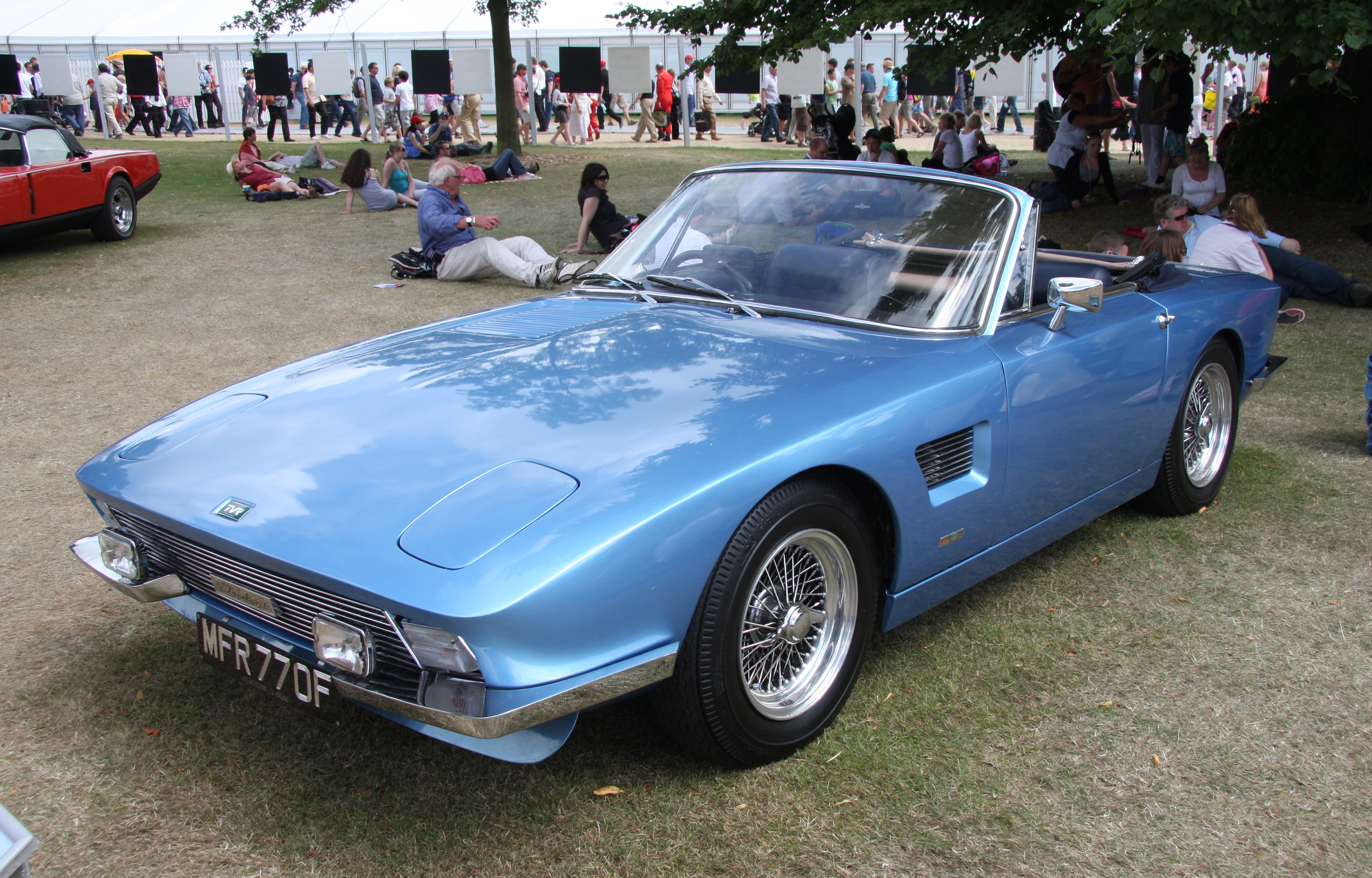
Uno dei quattro prototipi (l'unico cabriolet) della TVR Trident

Nel marzo del 1965 la TVR presentò al Salone di Ginevra il suo nuovo modello Trident nelle versioni coupé e cabriolet. La vettura utilizzava il telaio della Grantura Mark III mentre la carrozzeria d’acciaio e alluminio, realizzata dall’italiana Fissore, venne disegnata dallo studio parigino di Trevor Frost (che successivamente assunse il cognome della madre, Fiore, e divenne direttore design alla Citroën). Sotto il cofano era installato un motore V8 da 4,7 litri di origine Ford. Grazie anche all’entusiasmo dimostrato dai distributori statunitensi Dick Monnich e Jack Griffith dell’auto vennero costruiti complessivamente 4 prototipi, uno dei quali con telaio della Austin-Healey 3000 su impulso di W. J. Last, concessionario TVR per l’East Anglia. La Trident tuttavia non raggiunse mai la produzione di serie poiché la TVR venne travolta poco dopo dalla crisi finanziaria che ne causò la bancarotta e quindi l’acquisizione da parte della famiglia Lilley. Con l’azienda in liquidazione progetti e diritti di costruzione dell’auto furono rilevati da Last che fondò a Woodbridge una nuova azienda, la Trident Cars. Last non era nuovo a operazioni simili avendo in precedenza già acquisito i diritti di costruzione della Peel Viking ed avviandone la costruzione sotto il nome di Viking Minisport.

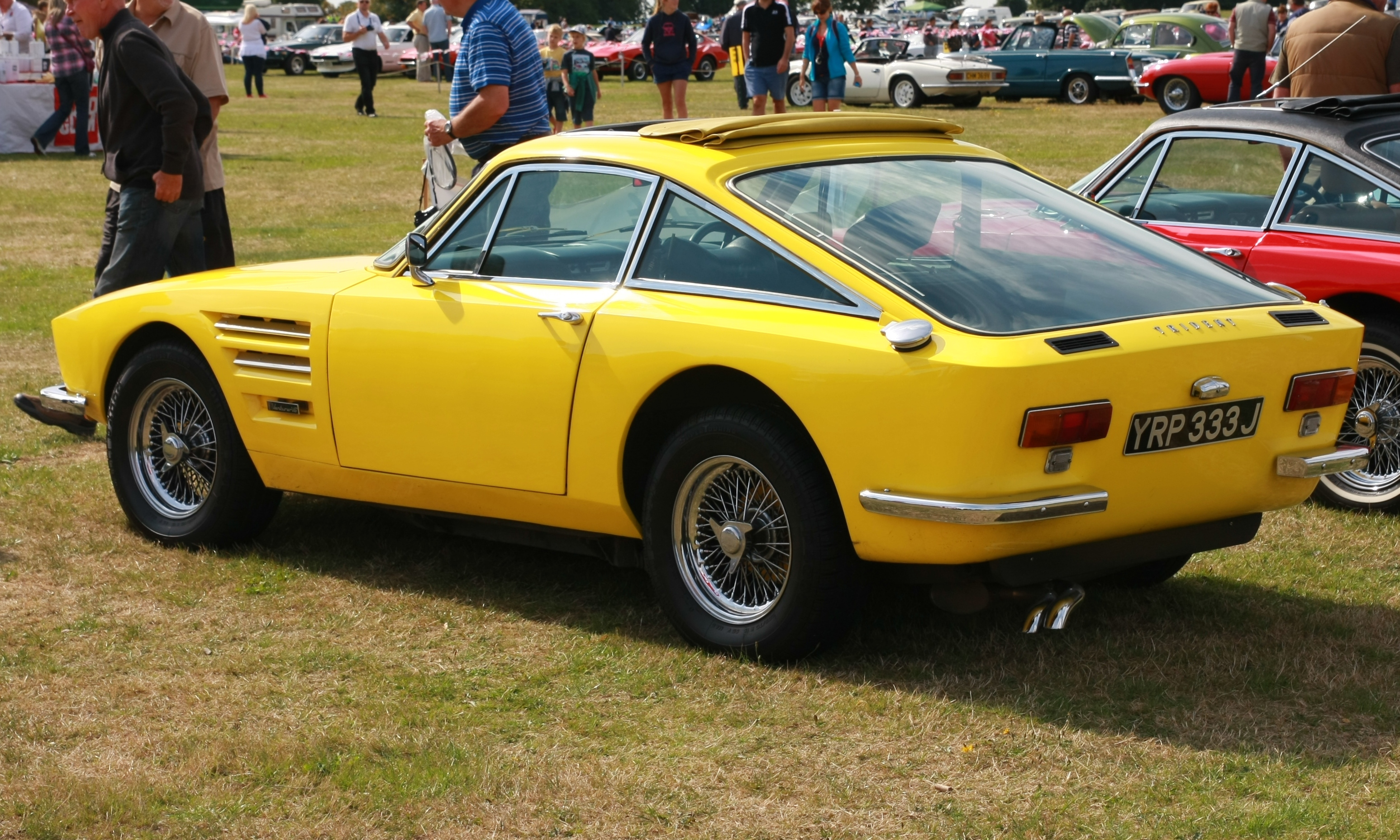
Una Trident Clipper Del 1970

Il primo modello costruito dalla Trident, la Clipper V8 Sport, venne presentato al Racing Car Show di Kensington nel gennaio del 1966 ed era naturalmente molto simile alla TVR originale, tranne che nelle feritoie laterali e nel frontale (dove in particolare i fari a scomparsa furono sostituiti da altri più convenzionali). La carrozzeria, disponibile sia aperta che chiusa, era costruita in fibra di vetro anziché in metallo. Il motore era sempre il V8 Ford da 289ci da 270 bhp, lo stesso che equipaggiava anche la AC Cobra. L’auto era in grado di raggiungere i 100 km/h in 5 secondi e la sua velocità massima era di 220 km/h. La produzione venne avviata nel gennaio dell'anno successivo in uno stabilimento di Market Harborough con l'obbiettivo di 3 auto settimanali.
Nel 1969 venne presentato un secondo modello, la Venturer. Anche quest’auto era esteticamente molto simile alla Clipper ma era dotata del pianale allungato della Triumph TR6 e di un motore Essex V6 di 3 litri da 138 bhp, sempre di produzione Ford.  A partire dal 1970 la Clipper II divenne disponibile con il motore V8 Hemi di 5,6 litri a causa di problemi di approvvigionamento dalla Ford. La nuova versione disponeva di doppi fari frontali per distinguerla dalla più economica Venturer. L'anno successivo debutto invece la Tycoon, equipaggiata con lo stesso motore di 2,5 litri ad iniezione Lucas da 150 bhp della TR6. Anche in questo caso l’affiancamento della Tycoon alla Venturer (cui commercialmente si sovrapponeva) fu dovuto alla scarsa reperibilità dei motori Ford a causa degli scioperi. La Tycoon (che era di fatto una Venturer rimotorizzata) era immediatamente riconoscibile per i fari anteriori rettangolari.

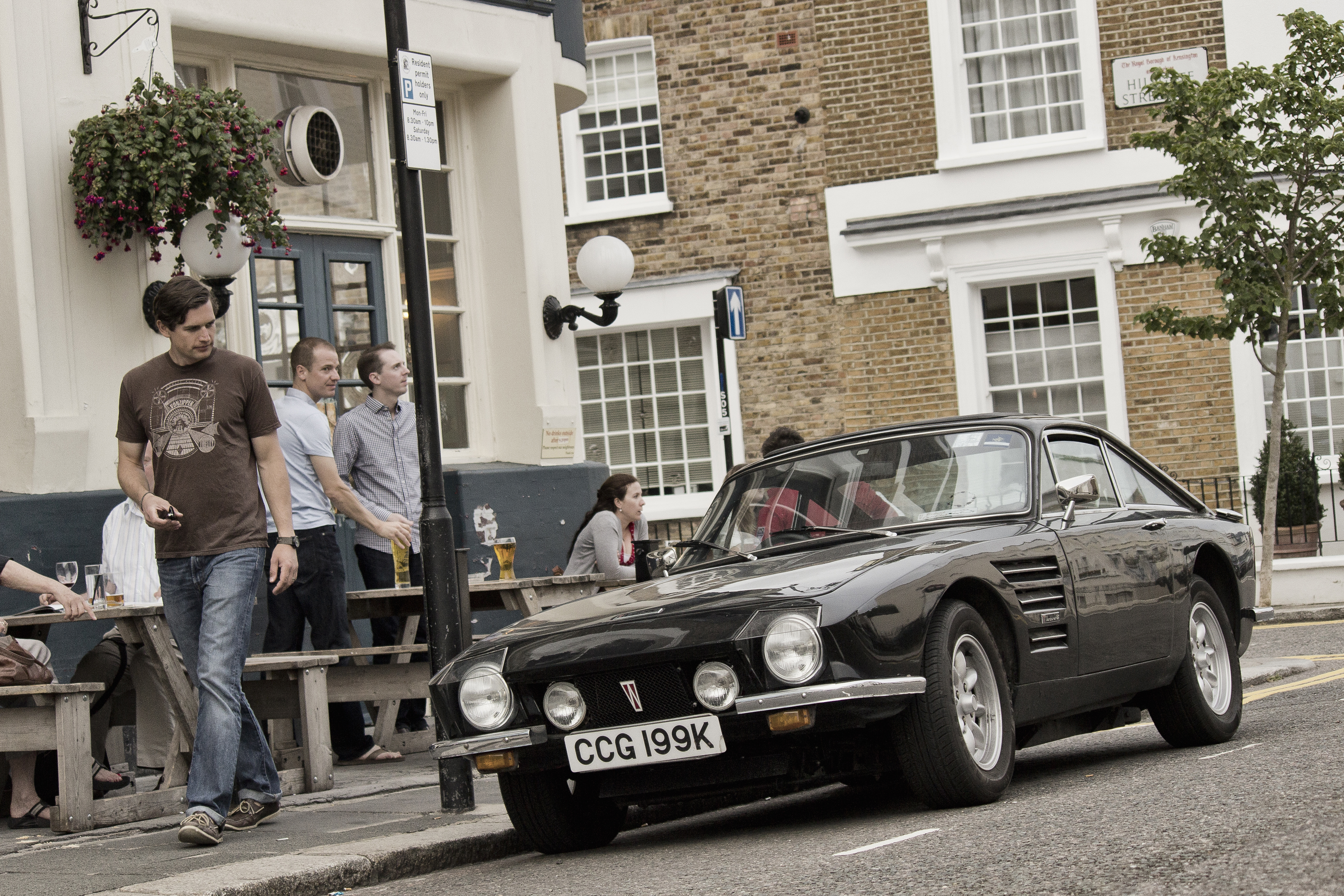
Una Venturer del 1971.

Dopo essersi trasferita in una nuova sede a Ipswich, la Trident fu messa in liquidazione nel 1972 a causa della sopraggiunta crisi petrolifera, ma le auto continuarono ad essere assemblate dalla Viking Performance di Last. Sospesa nel '74, la produzione riprese brevemente, in fra il ’76 e il ’78, periodo durante il quale le Clipper furono nuovamente equipaggiate con un motore Ford, il 302ci della Mustang. Questa nuova versione era dotata di paraurti rivestiti in gomma in ossequio alle sempre più stringenti normative nordamericane in tema di sicurezza. Dal 1967 la Trident vendette circa 130 automobili, alcune delle quali in scatola di montaggio: di esse, circa la metà furono vendute fuori dal Regno Unito.
Nel maggio del 1999 la società fu rifondata a Fakenham. Il primo risultato di questa nuova impresa fu il prototipo di una spider biposto, la Iceni, che fu presentata al Birmingham International Motor Show dell'anno successivo. L'auto, dotata di motore V6 da 3,2 litri, entrò in produzione nel 2002. Dal 2007 l'auto fu equipaggiata con un motore V8 turbodiesel General Motors da 6,6 litri. Nel 2014 viene presentata la versione chiusa con il nome di Iceni Magna.
Dal 2008 la sede della società si trova a Swaffam, sempre nel Norfolk.

## Modelli

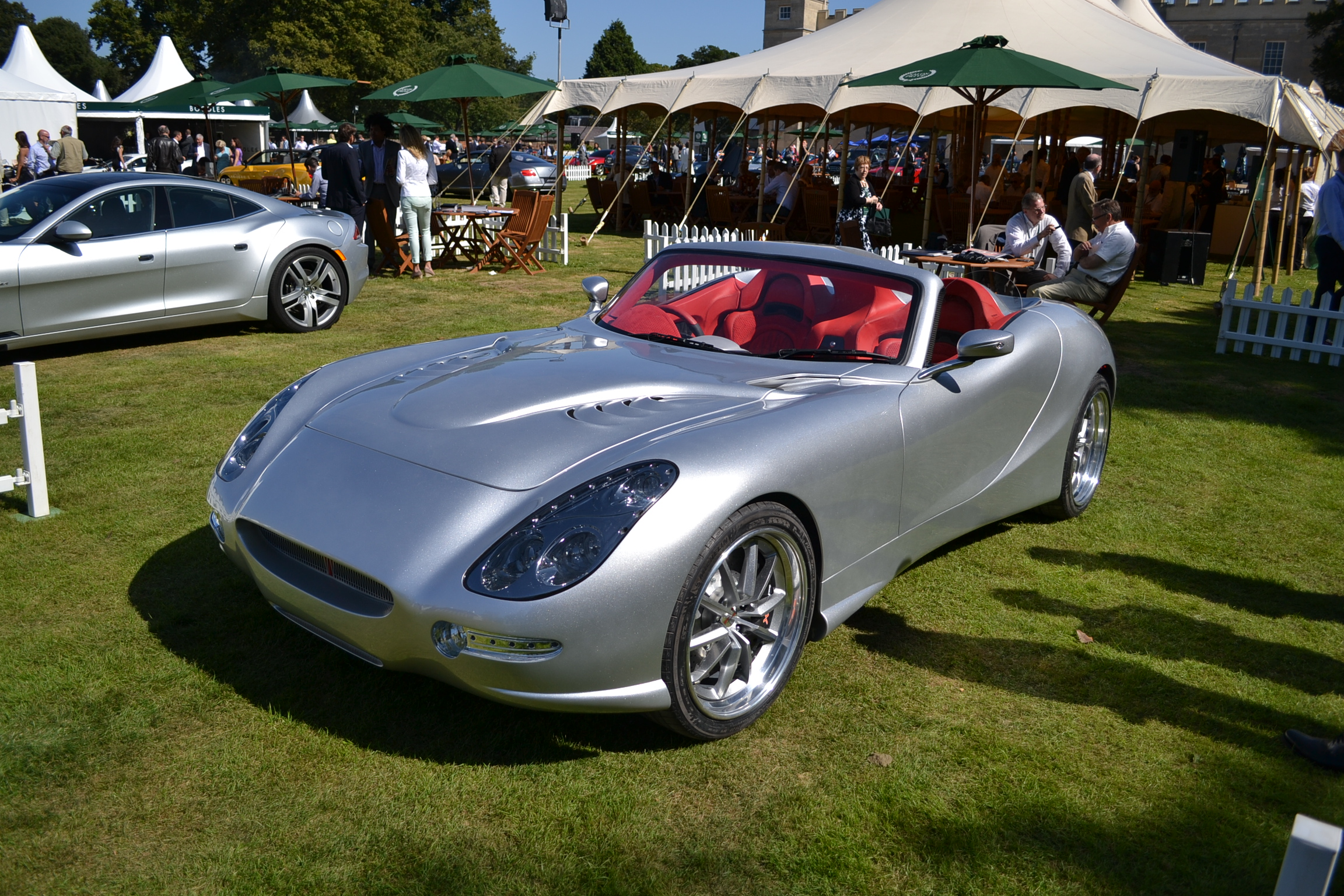
La Iceni turbodiesel

| Nome        | Periodo   | Unità prodotte | Motore                                                 | Potenza massima          |
| ----------- | --------- | -------------- | ------------------------------------------------------ | ------------------------ |
| Clipper     | 1967-1977 | 39             | Ford V8 4.727 cc Chrysler V8 5.576 cc Ford V8 4.942 cc | 270 bhp 223 bhp 220 bhp  |
| Venturer    | 1969–1974 | 84             | Ford Essex V6 2.994 cc                                 | 138 bhp                  |
| Tycoon      | 1971–1974 | 7              | Triumph L6 2.498 cc                                    | 150 bhp                  |
| Iceni/Magna | 2000–     | In produzione  | Opel V6 3.175 cc GM V8 6.600 cc Turbodiesel            | 245 bhp da 430 a 660 bhp |